# Погребение викингов

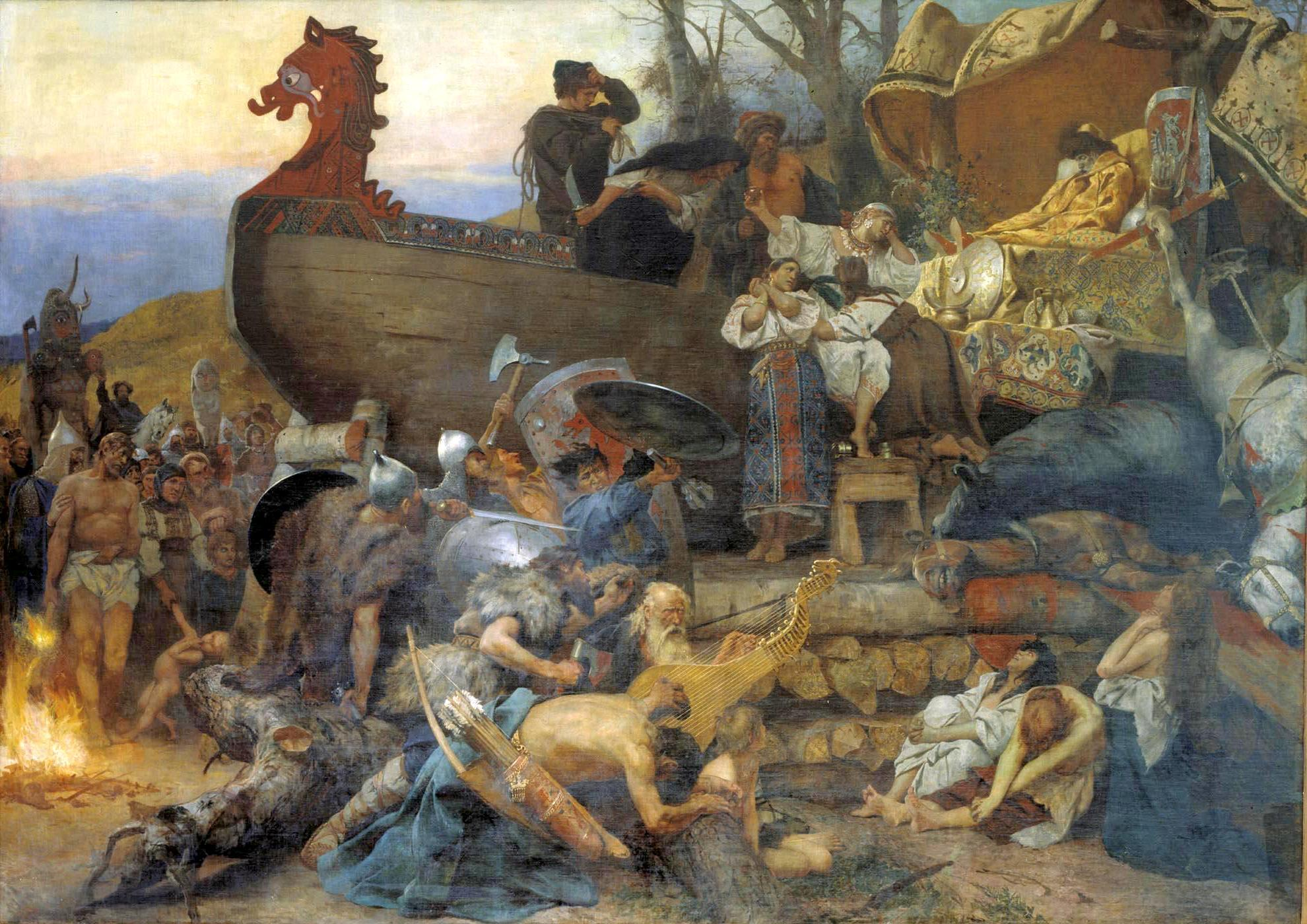
Похороны знатного руса в Булгаре. Генрих Семирадский (1883).

Погребение викингов, как правило, осуществлялось в погребальной ладье, известной из археологических раскопок, по множеству саг, поэзии скальдов.
Погребение осуществлялось в лодке или каменном корабле, где почившему осуществлялись подношения и жертвоприношения в соответствии с его земным статусом и родом занятий. После кремации на останках сооружали холм из камней и покрывали его землёй и дёрном. Получившийся курган считался жилищем умершего.

## Подношения

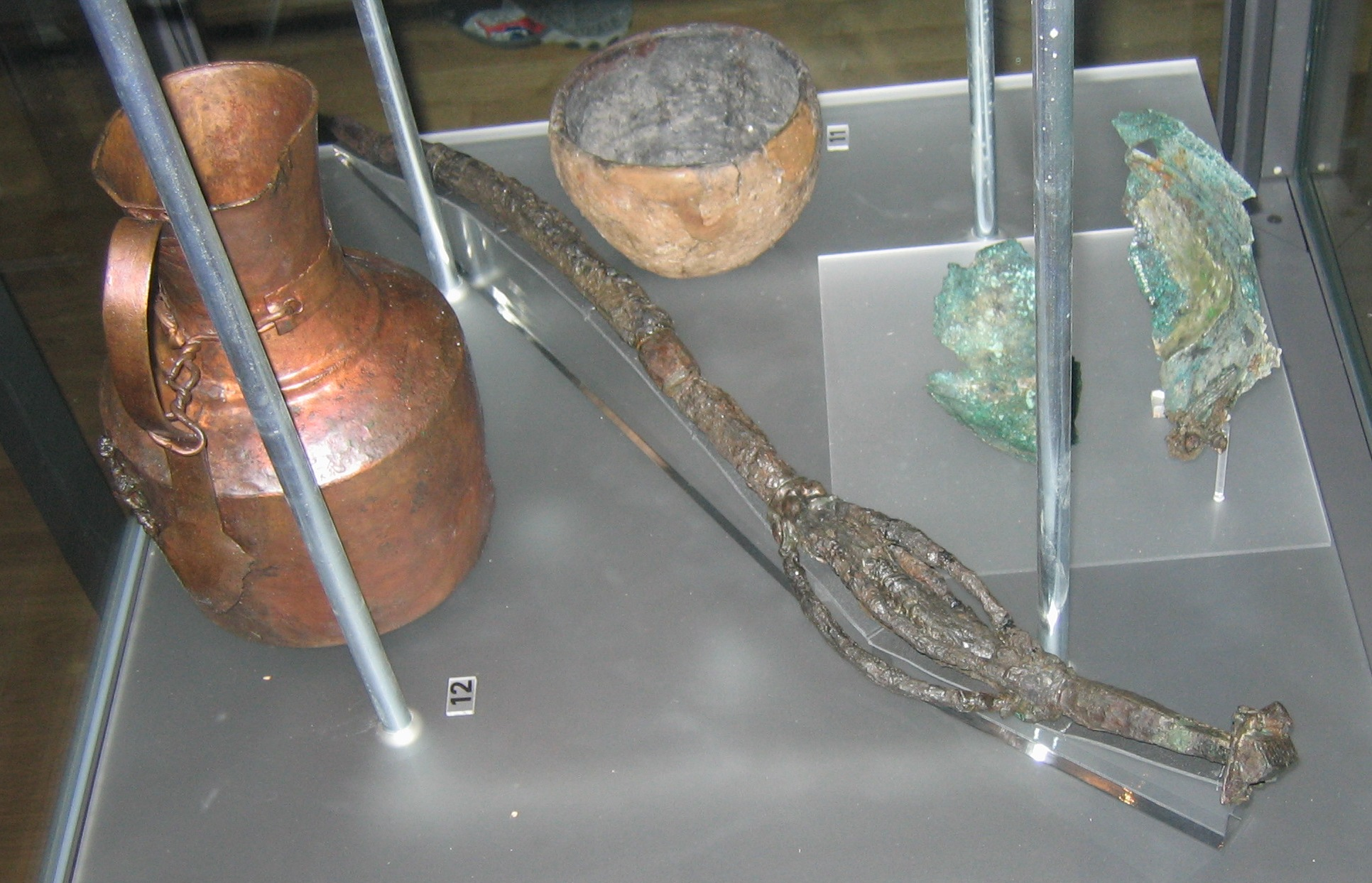
Подношения из могилы Вёльва (в том числе 82 см железный жезл с бронзовыми деталями), Чёпингсвик, Эланд (Шведский музей национальных древностей).

В могилу к умершему клали различного рода подношения. Они встречаются и в женских, и в мужских могилах. Их ценность и количество определялись социальным статусом почившего при жизни. Главной задачей погребения было обеспечить умершего возможностью сохранить свой статус в загробной жизни и не стать неприкаянной душой.
Бонды получали оружие и упряжь. Ремесленники могли также получать весь набор своих инструментов. Женщинам подносили украшения и орудия по уходу за домом. Также в могилу клали еду, напитки, животных и трэллов, чтобы всё это служило их хозяевам и дальше. Могила трэлла, вероятно, представляла собой не более, чем углубление в земле. Вероятно также, что его погребение осуществлялось так, чтобы он, с одной стороны, не превратился в драугра, а с другой стороны, мог служить своим хозяевам и после их смерти.

## Памятники

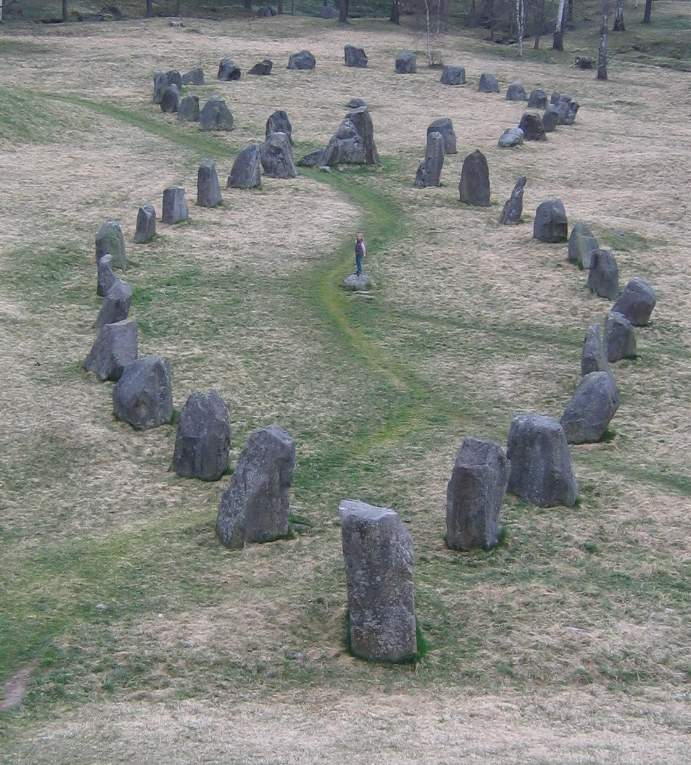
Два каменных корабля в Баделунда, рядом с Вестерос, Швеция.

Погребения викингов могли быть весьма затратными, но ни курганы, ни подношения не считались потраченными впустую. Кроме того, что курган считался жилищем умершего, он также являлся монументальным свидетельством социального статуса его потомков. Влиятельные кланы Скандинавии демонстрировали свою силу на родовых кладбищах.
Курганы Борро в Вестфолле, например, относятся к династии Инглингов. В Еллинге, Дания Харальд Синезубый воздвиг курган в честь своих родителей, Горма и Тюры, и себя. В одном из них находился погребальный зал. Оба кургана, церковь и рунные камни в Еллинге свидетельствуют о важности погребальных ритуалов в языческий и раннехристианский период Скандинавии.
В Скандинавии также существуют общественные могильные поля. Они расположены рядом с крупными поселениями викингов, такими, как Бирка в Меларене, Хедебю в Шлезвиге и Холмы Линдхольма в Ольборге. Большое разнообразие форм и размеров встречается на Холмах Линдхольма. Там встречаются каменные корабли, треугольные, квадратные и круглые захоронения.

## Ритуалы
Несмотря на воинственные традиции викингов, в их верованиях существовал некоторый элемент страха смерти и всего, что с ней связано. Считалось, что если почивший не будет правильно похоронен и обеспечен, то он не найдёт своего места в загробном мире. Такой блуждающий призрак мог посетить своих потомков в виде ревенанта или драугра. Это могло быть знаком того, что скоро умрёт ещё один член семьи, а также иные бедствия. Во избежание этого требовалось правильно провести церемонию погребения.

### Сожжение
Было типичным сожжение тел на погребальном костре, где температура могла достигать 1500 С°, что значительно выше температуры горения при современной кремации. Такой костёр оставлял лишь несколько обуглившихся костей и расплавленный металл. Подобные костры сооружались так, чтобы столб дыма был как можно более массивным.
Снорри Стурлусон в своей Младшей Эдде упоминает погребальный ритуал с обрезанием ногтей умершего с целью не дать построить Нагльфар — корабль, который доставит армию ётунов на Рагнарёк. В «Круге земном» даётся общая концепция религиозных обрядов погребения:
Один ... постановил, что всех умерших надо сжигать на костре вместе с их имуществом. Он сказал, что каждый должен прийти в Вальхаллу с тем добром, которое было с ним на костре, и пользоваться тем, что он сам закопал в землю. А пепел надо бросать в море или зарывать в землю, а в память о знатных людях надо насыпать курган, а по всем стоящим людям надо ставить надгробный камень. ... Люди верили тогда, что, чем выше дым от погребального костра подымается в воздух, тем выше в небе будет тот, кто сжигается, и он будет тем богаче там, чем больше добра сгорит с ним.

### Свидетельство ибн Фадлана
В X веке арабский писатель и путешественник Ахмед ибн Фадлан описал погребение вождя русов (предположительно шведского племени), во время экспедиции последнего по Волжскому торговому пути. Его свидетельство является уникальным источником о погребальных церемониях викингов (точнее, «русов» — Rūsiyyah). В своём труде ибн Фадлан даёт наиболее детальное описание подобных обрядов погребения X века.
Сразу после смерти вождь был похоронен во временной могиле, пока для него шили новые одежды. Одна из тир вождя вызвалась разделить с ним загробную жизнь. Её посадили под круглосуточную охрану, давали хмельные напитки, а она распевала радостные песни.
Через десять дней, когда были сшиты новые одежды для усопшего, тело было эксгумировано. Церемонию проводила старая женщина, представлявшая ангела смерти. Перед началом церемонии ладья вождя была вытащена на берег и водружена на деревянную платформу. На корабле поместили кровать вождя, а ангел смерти положила подушку на неё. В качестве подношений вождь получил хмельные напитки, фрукты и музыкальный инструмент. После чего его положили на кровать со всем его оружием и подношениями. Затем загнали двух коней, порубили их на куски, а мясо их бросили на корабль. В конце в жертву принесли петуха и курицу.
Тем временем, тир обходила палатку за палаткой, отдаваясь мужчинам. Каждый говорил ей: «скажи своему господину, что я сделал это из-за любви к нему». После её подвели к чему-то похожему на дверной короб. Мужчины подняли её на руках три раза, и каждый раз она говорила, какое ей было видение. В первый раз она увидела своих отца и мать, во второй раз она увидела своих близких, в третий раз — своего господина в потустороннем мире. Там было зелено и красиво, а вместе с вождём она увидела мужчин и юношей. И увидела она, что господин манит её. Хмельные напитки были призваны ввести тир в транс, а дверной короб был символом входа в потусторонний мир. Аналогичный ритуал встречается в Прядь о Вёльсе, где двое мужчин поднимали тир над дверным коробом, чтобы помочь ей заглянуть в потусторонний мир.
Теперь её отвели к ладье, где она отдала свои браслеты ангелу смерти, а кольца — своей дочери, которая охраняла её. После чего она взошла на корабль, но ей не позволили зайти под тент, где лежал вождь. Ей дали несколько сосудов с хмельным напитком, которые она выпила. Она пела песни и прощалась с близкими. Под конец её ввели в палатку, где лежал почивший. Мужчины начали бить по щитам, и шестеро мужчин вошли в палатку следом, чтобы овладеть ею. Затем её положили на кровать к вождю, двое взяли за руки, двое за ноги, а ангел смерти накинула ей на шею верёвку. Пока оставшиеся двое мужчин тянули верёвку, ангел смерти проткнула тир ножом под рёбрами. Подобный обряд свидетельствует о том, что девушка рассматривалась как вместилище для передачи жизненной энергии почившему вождю.
В конце церемонии прибыли родственники почившего с факелами и подожгли корабль. Считалось, что огонь поможет умершему перейти в мир иной. К сожалению, ибн Фадлан не уточнил, в какой именно из загробных миров почивший должен был отправиться. На месте сожжения был сооружён круглый холм, а на его вершине водружён столб из белого тополя (хаданг) с вырезанными на нём именами вождя и его конунга. После они отплыли в своих ладьях.
Дошедшие до нас сведенья сохранились в Мешхедской рукописи и цитируются у Якута и Амина Рази. У последнего, кстати, даётся уточнение относительно ряда аспектов. Например, тир перед сожжением отдавалась не всем русам, а лишь родственникам умершего, что может служить примером рудиментарного группового брака, так как сам обряд назван у Рази свадьбой, вероятно дававшей тир какие-то выгоды в загробной жизни по сравнению с её рабской сущностью.

### Жертвоприношения
Человеческие жертвоприношения во время погребальных церемоний описаны у ибн Фадлана (см. выше). Эта традиция также вкратце описана в Песни о Сигурде (др.-сканд. Sigurðarkviða hin skamma), где валькирия Брюнхильда даёт указания трэллам, которых должны принести в жертву на похоронах Зигфрида, а также, как их тела должны лежать на погребальном костре.

### Смерть и секс

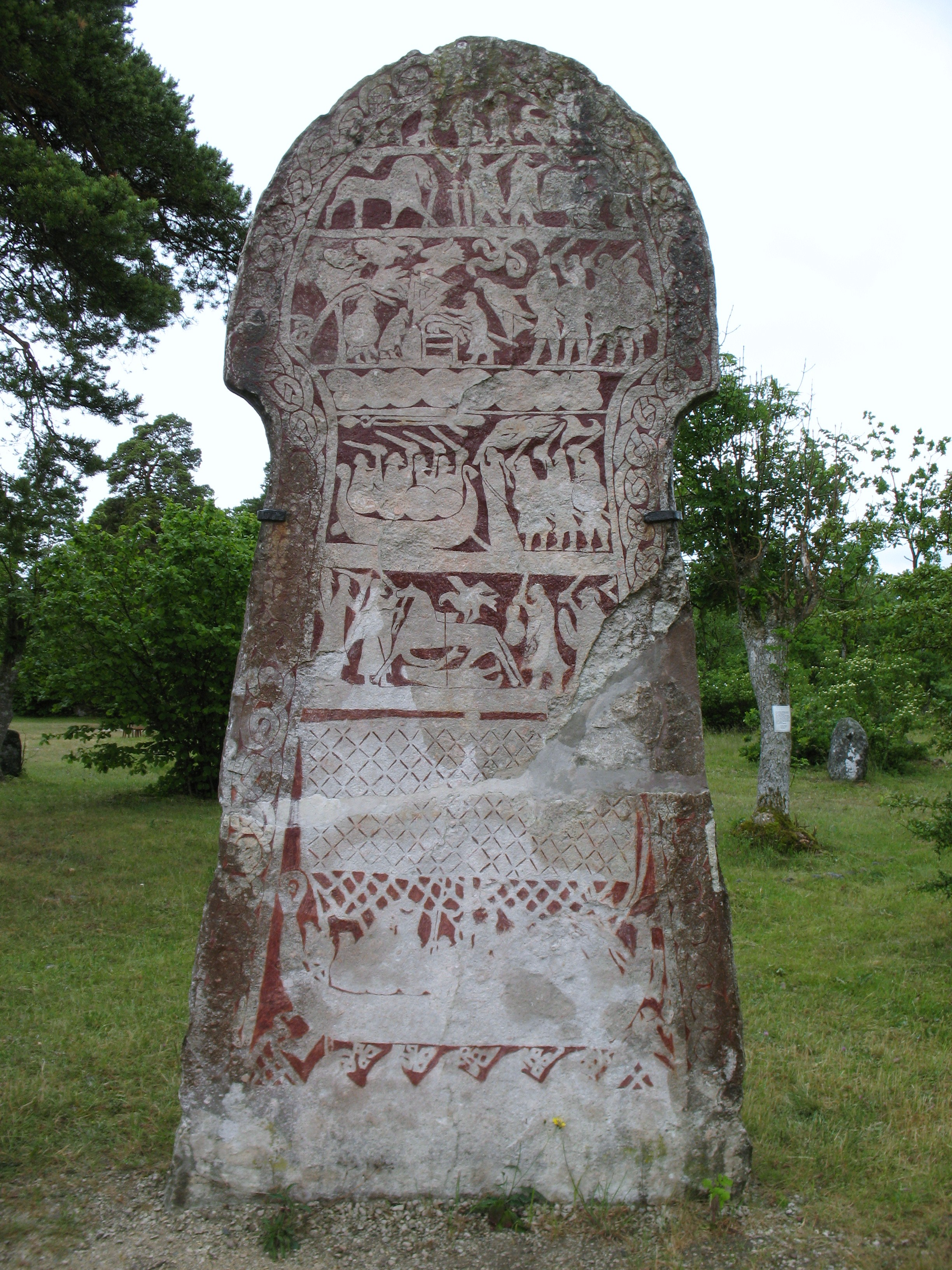
Стура-Хаммарский камень в форме фаллоса.

Часто смерть изображали как сексуальный акт между почившим и проводником смерти — Хель или Ран и её девять дочерей, которые забирали почивших в море. Подобные аллегории были не просто шалостями скальдов, так как они встречаются в самых ранних поэмах. В произведении IX века, Инглингтала, встречается несколько стансов, где утверждалось, что конунг в «объятьях Хель». Сексуальные погребальные обряды описаны и у ибн Фадлана (см. выше).
Некоторые картинные камни на Готланде, упоминающие смерть, такие как Стура-Хаммарский камень, представляют собой двух-, трёхметровый фаллический символ. Как правило, эти камни содержат определённый мотив в верхней части — сцену встречи мужчины на Слейпнире в загробном мире женщиной. Она подаёт ему рог. В такой манере изображали почивших вождей и героев.
Вероятно, традиция связывать смерть и секс — является у скандинавов древней. Найденные, в основном на юго-западе Норвегии, 40 белых камней в форме фаллоса, установленные на вершине курганов, датируются V веком. Возможно, что смерть требовала ещё немного жизненной энергии, или это символизировало, что живые черпают жизненную энергию у мёртвых. Также это могло означать, что жизнь и смерть имеют общее начало, и что смерть человека обеспечивала дальнейшее процветание его потомков.

### Погребальный эль

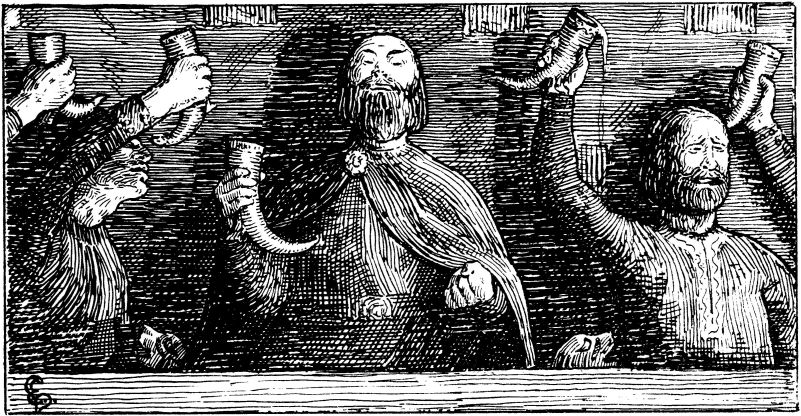
Сьюунд по поводу смерти Харальда Синезубого.

На седьмой день после смерти, люди отмечали сьюунд (др.-сканд. sjaund) или погребальный эль, так как обряд включал в себя распитие хмельных напитков — сюмбел. Проведение этой церемонии завершало земной путь усопшего. Только после её проведения наследники могли предъявить права на наследство, и если почивший был главой семейства, то происходила смена власти в семье.
Подобный обряд засвидетельствован на разбросанных по Скандинавии рунических камнях, таких как: Хиллерсьёский рунический камень (U 29), Хёгбийские рунические камни и Тюнский рунический камень (N KJ72 U).

## Вера
Согласно традиции северного язычества считалось, что если всё сделано правильно, то после смерти усопший отправляется в одно из загробных мест:
- в Хэльгафёлл (др.-сканд. Helgafjell) — священную гору, где усопшие вели ту же жизнь, что и на земле. Как правило, этим местом считалась ближайшая к общине гора. Она была столь священна, что, прежде чем смотреть в её сторону, следовало вымыть лицо;
- в Хель попадали умершие от старости или от болезней. Вероятно, под влиянием христианской традиции хель стали изображать как мрачное место, хотя есть свидетельства, что там могли устраиваться и богатые пиры, например, см. «Сны Бальдара». Некоторые воины перед смертью протыкали себя копьём, чтобы обмануть Хель и попасть в Вальхаллу[1];
- в Вальхаллу Один при помощи валькирий собирал половину воинов, павших в бою, где они готовились к решающей битве — Рагнарёк, сражаясь друг с другом и воскресая вновь;
- в Фолькванг попадала вторая половина павших в бою, под руководство богини Фрейи.

## Сохранившиеся корабли
Раскопки нескольких погребений викингов увенчались находкой полностью сохранившихся примеров кораблестроения. Находки представляли собой большие лодки, оснащённые вёслами и парусами. До погребения подобные корабли находились в строю и использовались по назначению, что позволило исследователям сделать выводы об уровне кораблестроения того времени. В настоящее время эти погребальные ладьи находятся в различных музеях Скандинавии.